# سي/2020 أف 3 (نيووايز)
المذنب نيووايز أو C / 2020 F3 (NEOWISE) هو مذنب رجعي مع مدار شبه مكافئ اكتشفه علماء الفلك في 27 مارس 2020 خلال مهمة NEOWISE من تلسكوب الفضاء واسع النطاق لمسح الأشعة تحت الحمراء. في ذلك الوقت، كان مذنبًا بقوة 18 قدر ظاهري، يقع في 2 وحدة فلكية (300×106 كـم؛ 190×106 ميل) بعيدا عن الشمس و 1.7 وحدة فلكية (250×106 كـم؛ 160×106 ميل) بعيدا عن الأرض.
بحلول يوليو 2020، كان الضوء ساطعًا بما يكفي ليكون مرئيًا للعين المجردة. وهي واحدة من ألمع المذنبات في نصف الكرة الشمالي منذ المذنب هيل-بوب في عام 1997 وقد لوحظت على نطاق واسع على أنها مرئية بوضوح بالعين المجردة. وقد اعتبرها سيتشي يوشيدا وفارمرس المانيك كمذنب كبير محتمل، وأشارت وكالة ناسا إلى أنه يمكن أن يصبح معروفًا كمذنب كبير. ومع ذلك، يتم حجز هذا التمييز عادة للمذنبات التي يمكن ملاحظتها بسهولة بالعين المجردة، حتى مع التلوث الضوئي المنخفض إلى المتوسط. تحت السماء المظلمة، يمكن رؤيته بوضوح بالعين المجردة وقد يظل مرئيًا للعين المجردة طوال معظم يوليو 2020، على الأقل حتى 23 يوليو، وهو أقرب نقطة للمذنب إلى الأرض. قبل ذلك التاريخ، سيقترب المذنب من الأرض حيث يتحرك بعيدًا عن الشمس. اعتبارا من 18 يوليو المذنب هو تقريبا بقوة 3 قدر ظاهري. لتحديد موقع المذنب يحتاج المرء لمناظير بالقرب من المناطق الحضرية.
بالنسبة للمراقبين في نصف الكرة الشمالي، في الصباح، يبدو المذنب منخفضًا جدًا فوق الأفق الشمالي الشرقي، أسفل العيوق. في المساء، يمكن رؤية المذنب منخفضًا في السماء الشمالية الغربية. يمكن رؤية المذنب في الصباح والمساء لأنه أبدي الظهور شمال خط العرض 45 الشمالي. في 17 يوليو، دخل المذنب نيووايز كوكبة الدب الأكبر، أسفل نجم الدب الأكبر (بنات نعش الكبرى). (إذا كانت كوكبة الدب الأكبر عمودية، فستكون على يمين الدب الأكبر، اعتبارًا من 15 يوليو. ) 

## التاريخ والملاحظات

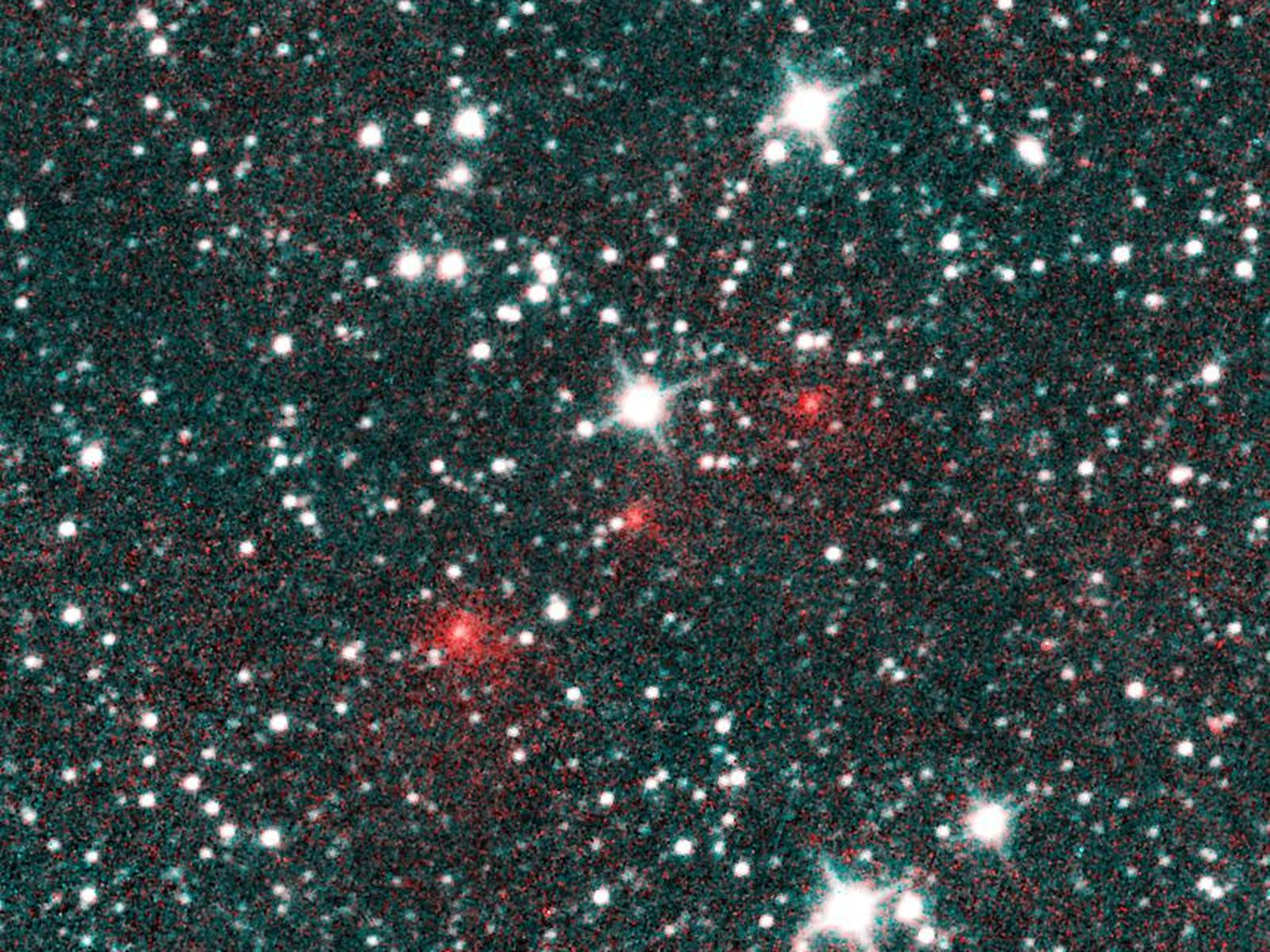
صورة ديسكفري. يظهر المذنب ثلاث نقاط حمراء غامضة في هذا المركب من ثلاث صور بالأشعة تحت الحمراء التقطتها مركبة نيووايز في 27 مارس 2020.

تم اكتشاف الكائن بواسطة فريق يستخدم التلسكوب الفضائي مستكشف الأشعة تحت الحمراء عريض المجال في إطار برنامج نيووايز في 27 مارس 2020. تم تصنيفه كمذنب في 31 مارس وتمت تسميته على اسم نيووايز في 1 أبريل. تم تصنيفه بالتصنيف المنهجي C / 2020 F3، مما يشير إلى مذنب غير دوري كان ثالث اكتشاف له في النصف الثاني من مارس 2020.
قام المذنب نيووايز بأقرب مقاربة للشمس ( قبا ) في يوليو 3، 2020، على مسافة 0.29 وحدة فلكية (43×106 كـم؛ 27×106 ميل). يزيد هذا المقطع من الفترة المدارية للمذنب من حوالي 4400 سنة إلى حوالي 6700 سنة. أقرب مقاربة له من الأرض سيحدث في يوليو   23، 2020، 01:14 UT، على مسافة 0.69 وحدة فلكية (103×106 كـم؛ 64×106 ميل) أثناء وجوده في كوكبة الدب الأكبر.
سيرى المذنب من الأرض، إذا كانت درجة المذنب أقل من 20 درجة من الشمس بين يونيو11 ويوليو 9، 2020. بحلول شهر يوليو 10، 2020، حيث كان المذنب يضيع ضوءه بسبب وهج الشمس، كان حجمه الظاهر 7، عندما كان يبعد 0.7 وحدة فلكية (100×106 كـم؛ 65×106 ميل) عن الشمس و 1.6 وحدة فلكية (240×106 كـم؛ 150×106 ميل) عن الأرض. عندما دخل المذنب مجال الرؤية لآلة مركبة الفضاء سوهو LASCO C3 في يونيو 22، 2020، كان المذنب أكثر إشراقًا بقدر ظاهري يقدر بـ 3، عندما كان بعده 0.4 وحدة فلكية (60×106 كـم؛ 37×106 ميل) عن الشمس و 1.4 وحدة فلكية (210×106 كـم؛ 130×106 ميل) عن الأرض.
بحلول أوائل شهر يوليو، كان المذنب نيووايز قد أصبح أكثر إشراقًا بقوة 1 قدر ظاهري يتجاوز بكثير السطوع الذي حققته المذنبات السابقة، C / 2020 F8 (SWAN)، و C / 2019 Y4 (ATLAS). بحلول شهر يوليو، طور المذنب أيضًا ذيلًا ثانيًا. الذيل الأول أزرق ومصنوع من الغاز والأيونات. هناك أيضًا فصل أحمر في الذيل بسبب كميات كبيرة من الصوديوم. الذيل التوأم الثاني هو لون ذهبي ومصنوع من الغبار، مثل ذيل المذنب هيل-بوب. يشبه هذا المزيج المذنب C / 2011 L4 (PANSTARRS). المذنب أكثر إشراقا من C / 2011 L4 (PANSTARRS)، ولكن ليس مشرقا مثل Hale-Bopp في عام 1997. وفقا لجمعية الفلك البريطانية، أضاء المذنب من خط طول حوالي 8 في بداية يونيو إلى −2 في أوائل يوليو. وهذا سيجعله أكثر إشراقا من Hale-Bopp. ومع ذلك، نظرًا لأنها كانت قريبة جدًا من الشمس، تم الإبلاغ عنها بحجم 0 أو +1 وبقيت ساطعة لبضعة أيام فقط. بعد القبا، بدأ المذنب في التلاشي، وانخفض إلى حجم 2. خفت نشاط النواة بعد منتصف يوليو، وكانت ذؤابة المذنب الخضراء مرئية بوضوح بعد ذلك.
في 13 يوليو 2020، تم تأكيد ذيل الصوديوم بواسطة مرفق الإدخال / الإخراج لمعهد العلوم الكوكبية. تمت ملاحظة ذيول الصوديوم في مذنبات مشرقة جدًا مثل Hale-Bopp و sungrazer C / 2012 S1 (ISON).
بعد مرور القبا، بسبب الموجات الطفيفةانبعاث كتلي إكليلي وموجات البلازما الشمسية، طور المذنب ذيل غبار المذنب نيووايز نطاقات متزامنة تم الإبلاغ عنها على صورة معرض للفضاء. آخر مرة شوهد فيها كان في المذنب C / 2006 P1 (McNaught).

من دليل أثر الأشعة تحت الحمراء، يقدر جوزيف ماسييرو قطر نواة المذنب بحوالي 5 كيلومتر (3.1 ميل). تتشابه النواة في الحجم مع المذنب هيكوتيك والعديد من المذنبات قصيرة المدى مثل 2P / إنكي و 7 P / Pons-Winnecke و 8 P / Tuttle و 14P / Wolf و 19P / بوريلي. بحلول 5 يوليو، التقط مسبار باركر الشمسي التابع لناسا صورة للمذنب، حيث قدر الفلكيون أيضًا قطر نواة المذنب بحوالي 5 كيلومتر (3.1 ميل).

## مسار

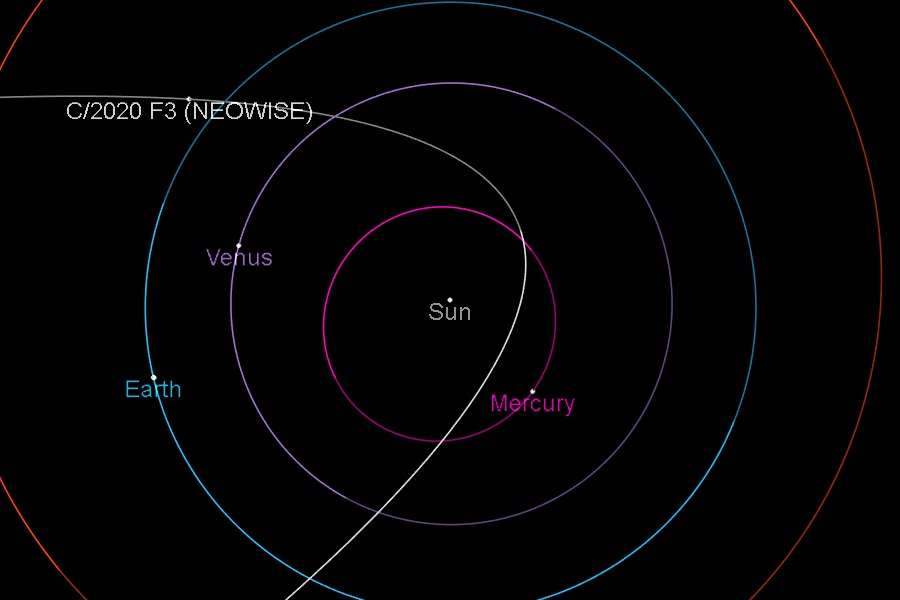
رسم تخطيطي لمدار المذنب المكافئ تقريبًا
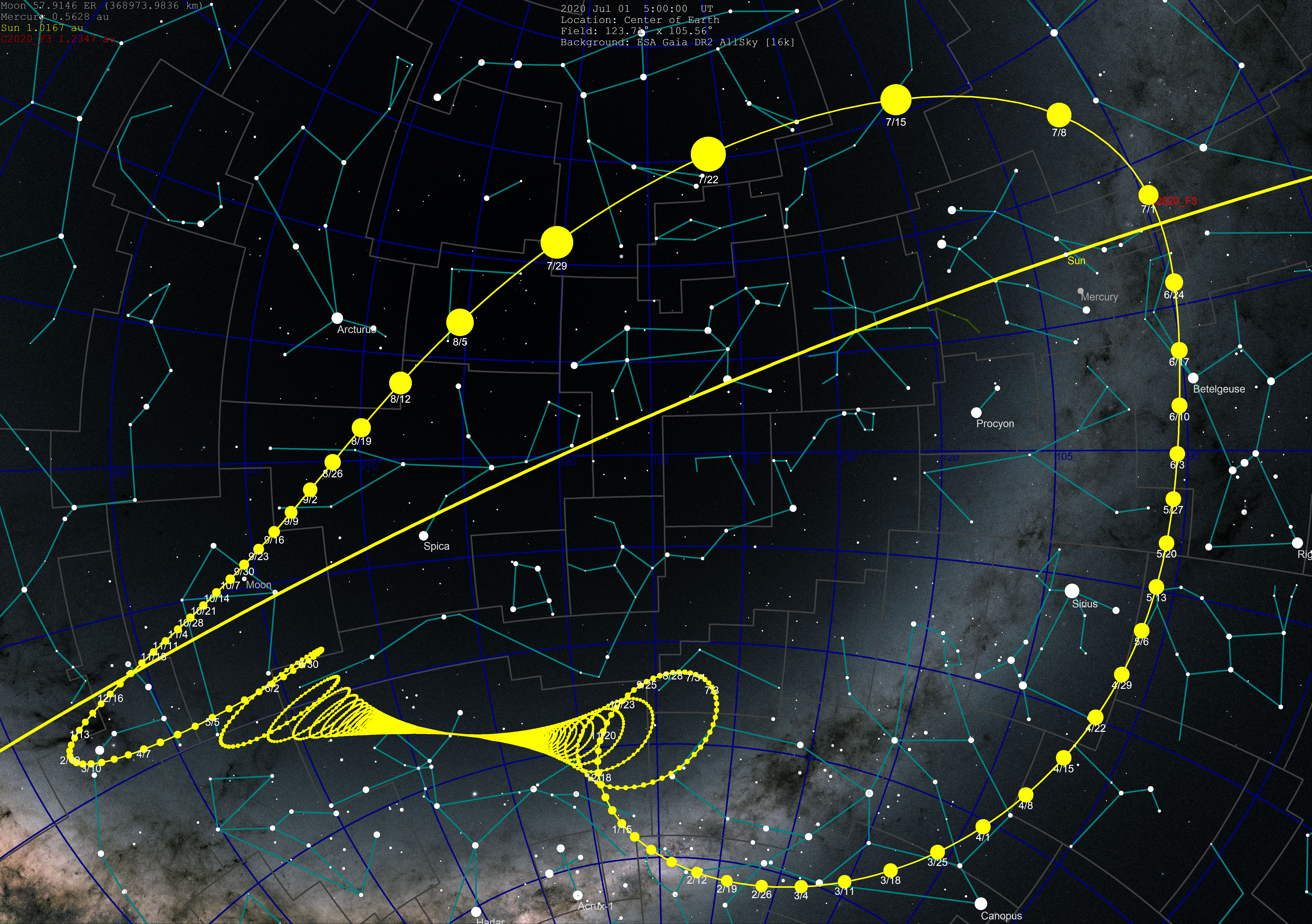
موقع المذنب في السماء. تحدث حلقات الارتداد بسبب اختلاف المنظر من الحركة السنوية للأرض حول الشمس ؛ تحدث الحركة الأكثر وضوحًا عندما يكون المذنب الأقرب إلى الأرض
الرسوم المتحركة لمدار سي / 2020 أف3 حول الشمس

## المعرض
بتسلسل زمني: 
- عرض فيديو للصور الملتقطة من محطة الفضاء الدولية من مدارها في 5 يوليو 2020، تظهر نيووايز يرتفع عن الأرض. تم ضبطه على آلات النجوم بواسطة سكوت باكلي.

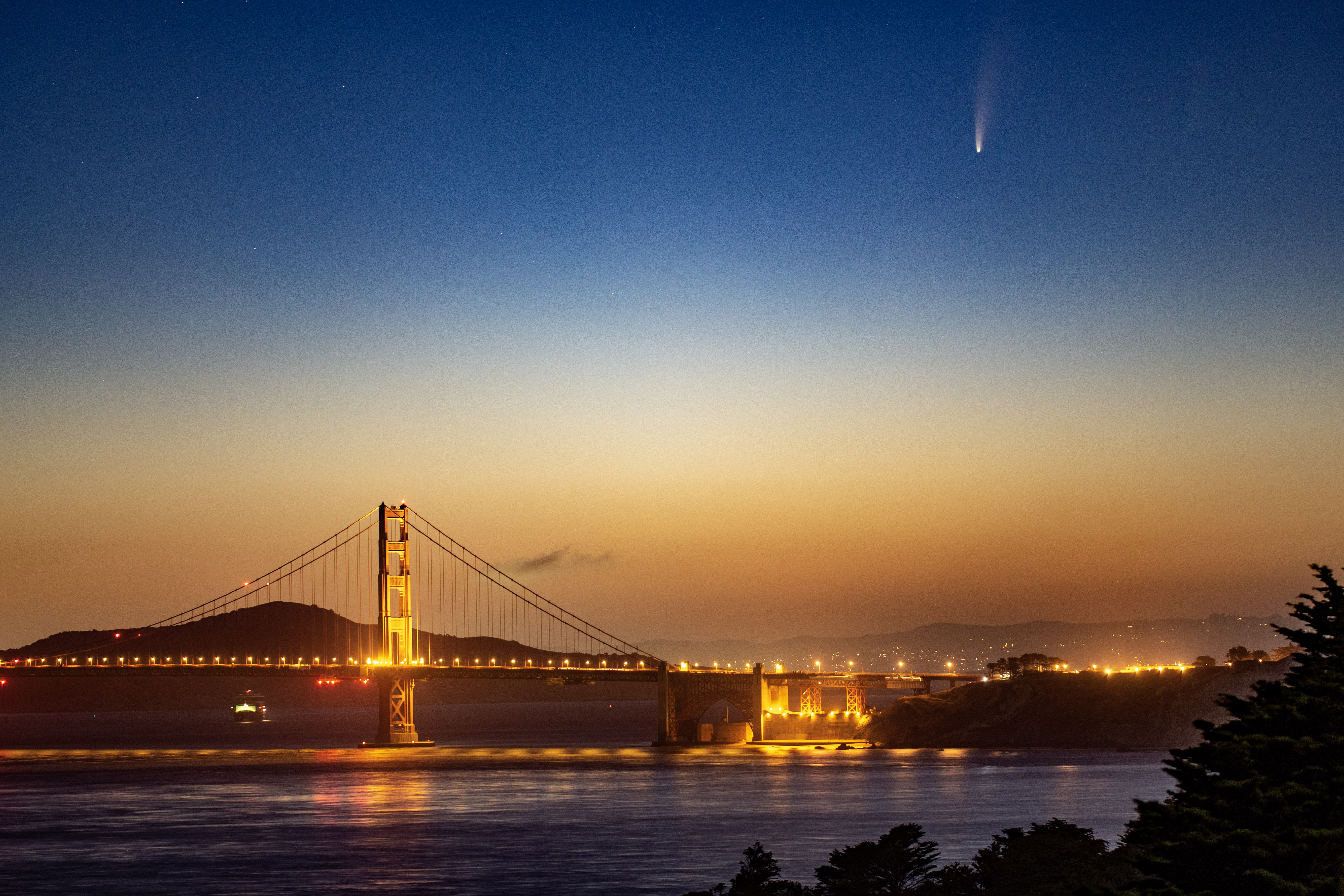
7 تموز 2020، جسر البوابة الذهبية، كاليفورنيا، الولايات المتحدة، تعرض لمدة أربع ثوانٍ
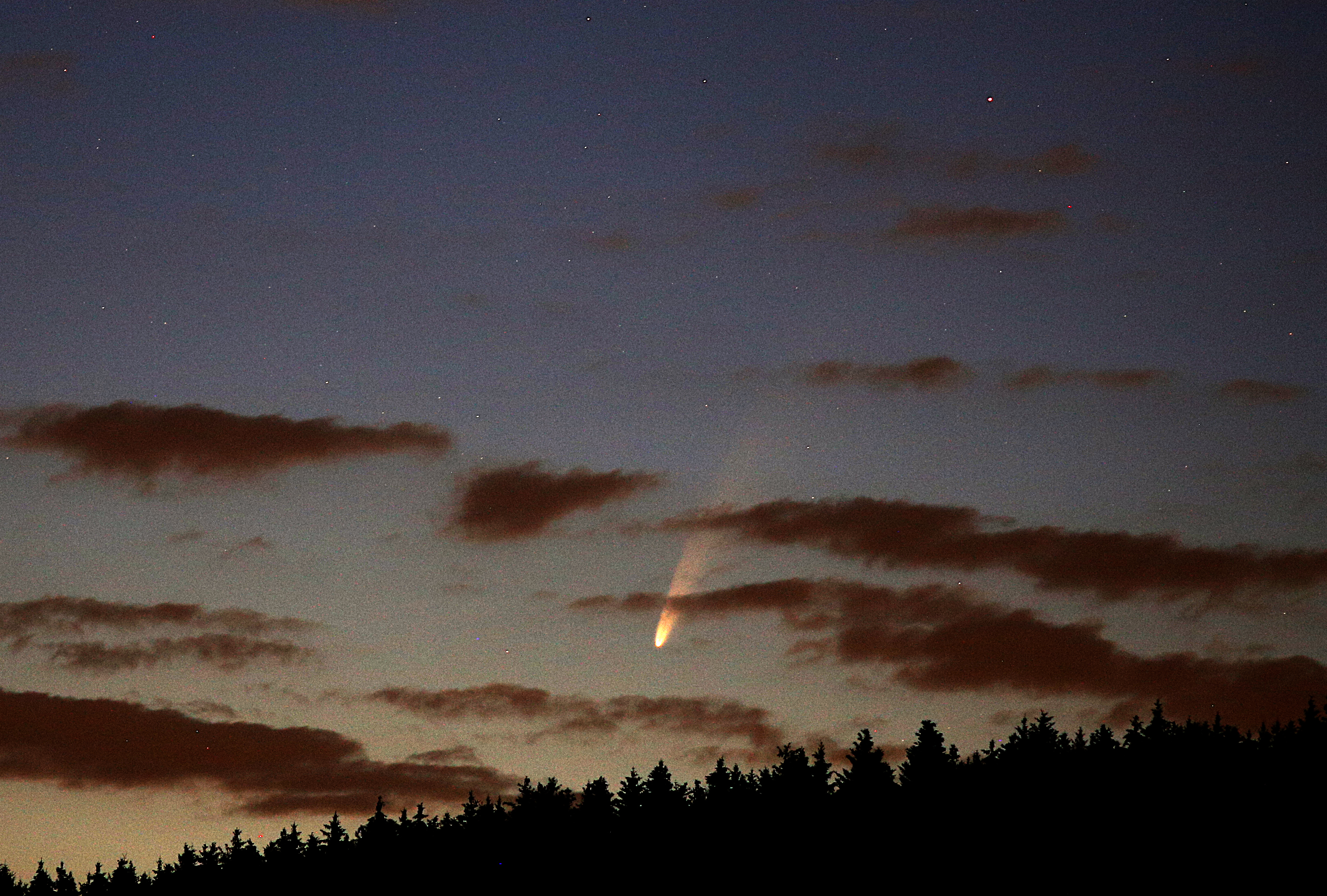
سي/ 2020 أف3 (نيووايز) 7 يوليو، بالقرب من سورزيه، وسط سويسرا
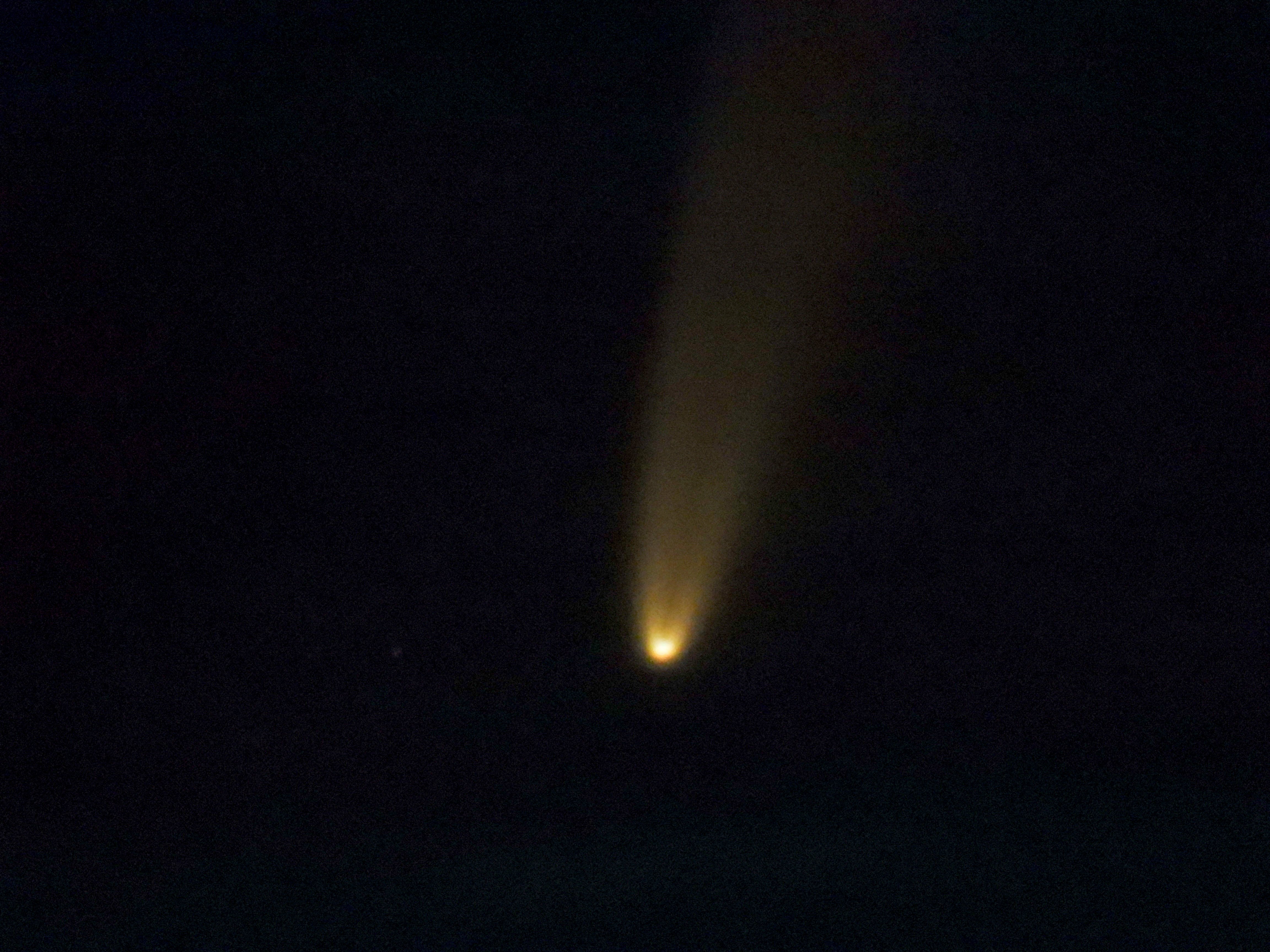
8 يوليو 2020 من زوزيكي، استرا، كرواتيا
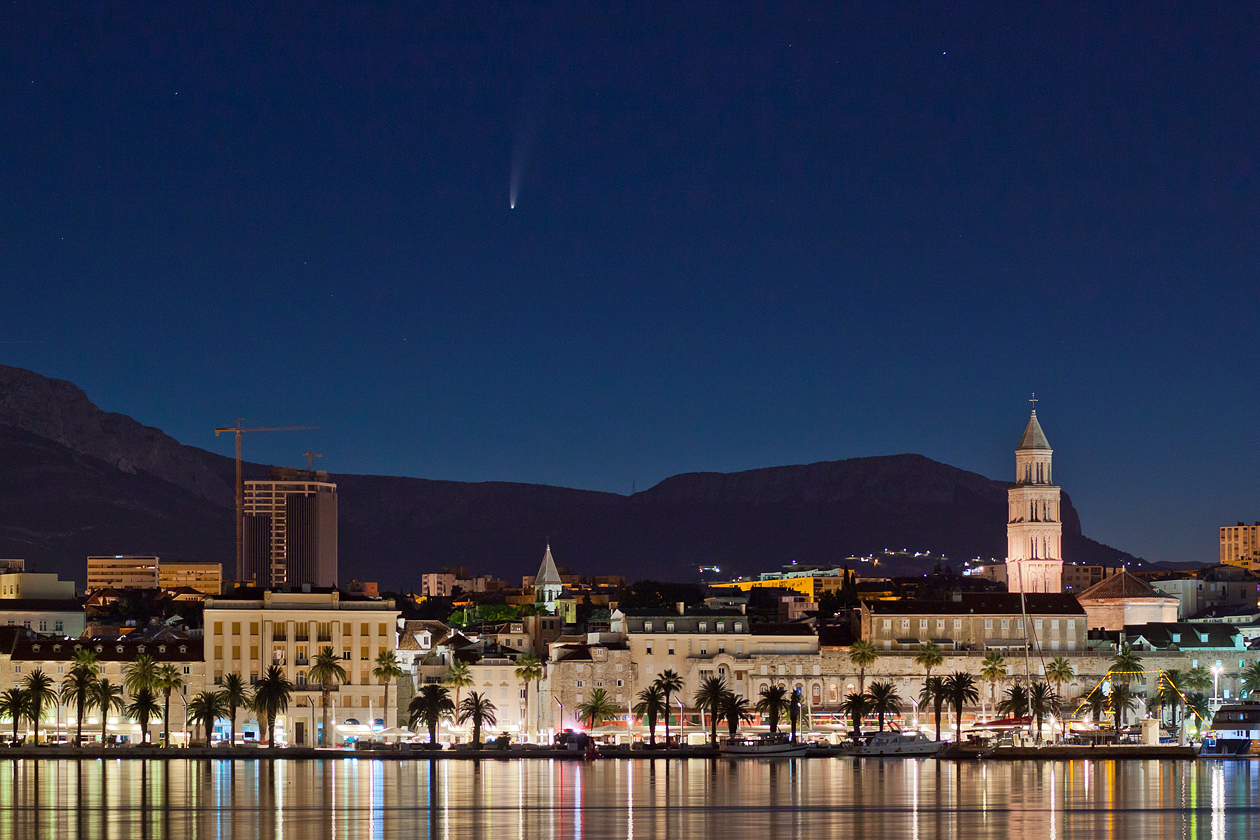
المذنب سي / 2020 أف3 (نيووايز) في 9 يوليو، فوق سبليت، كرواتيا
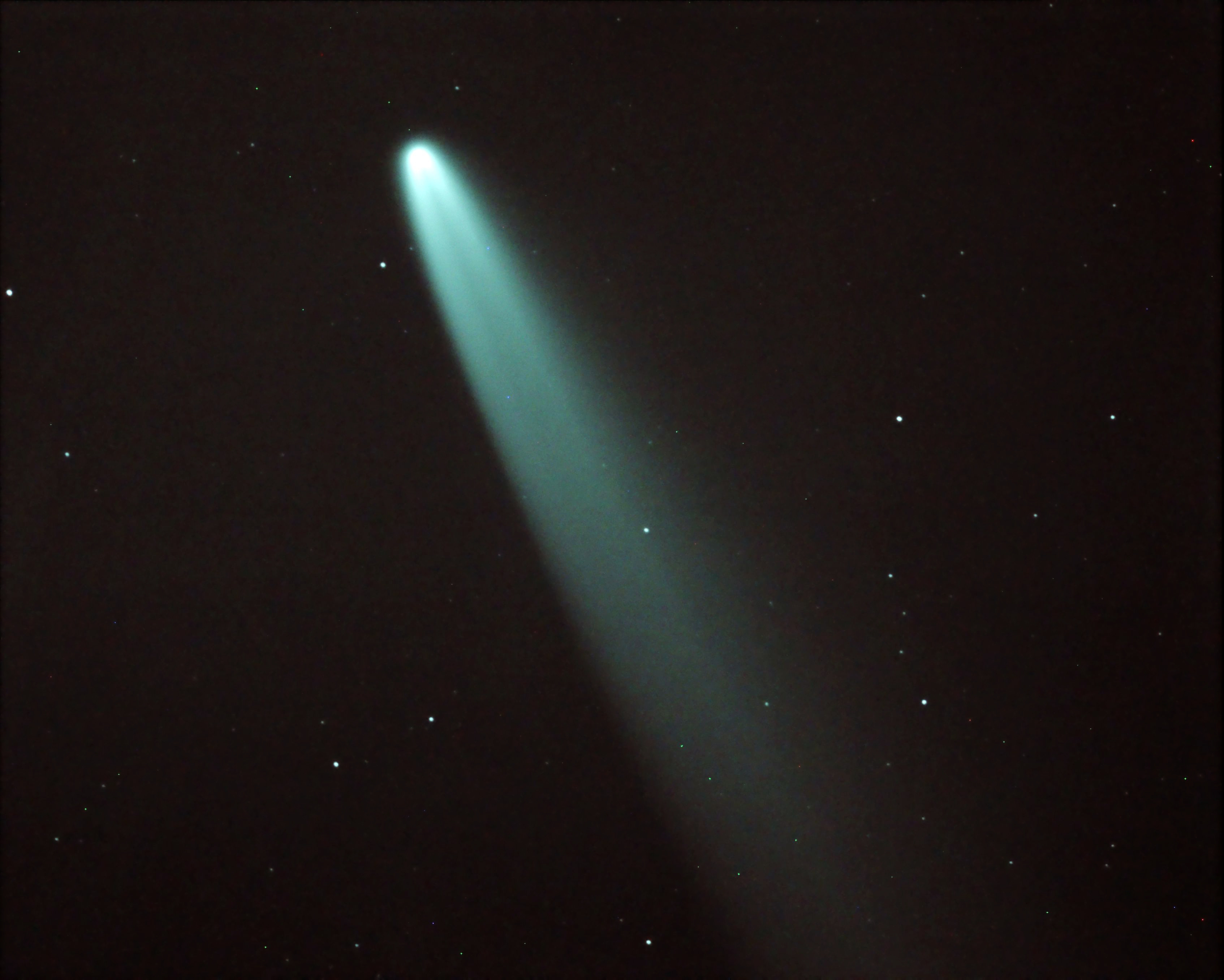
تم تصوير سي / 2020 أف3 (نيووايز) في 9 يوليو 2020، من خلال تلسكوب مع 280 مـم (11 بوصة)   مم (11   في) الهدف. الاتجاه غير صحيح، حيث يشير المذنب دائمًا لأسفل نحو الأفق ليلاً ؛ الصورة مقلوبة لأنه تم تصويرها من خلال تلسكوب فلكي قدم صورة معكوسة.
يتحرك سي / 2020 أف3 (نيووايز) غربًا عبر بعض النجوم. تم أخذ تسعة تعرضات لمدة 15 ثانية لأكثر من 5 دقائق بدءًا من الساعة 4:23 صباحًا بتوقيت شرق الولايات المتحدة في 10 يوليو 2020 من برامبتون، أونتاريو، كندا. مجال الرؤية: 36.5 بوصة × 36.5 بوصة
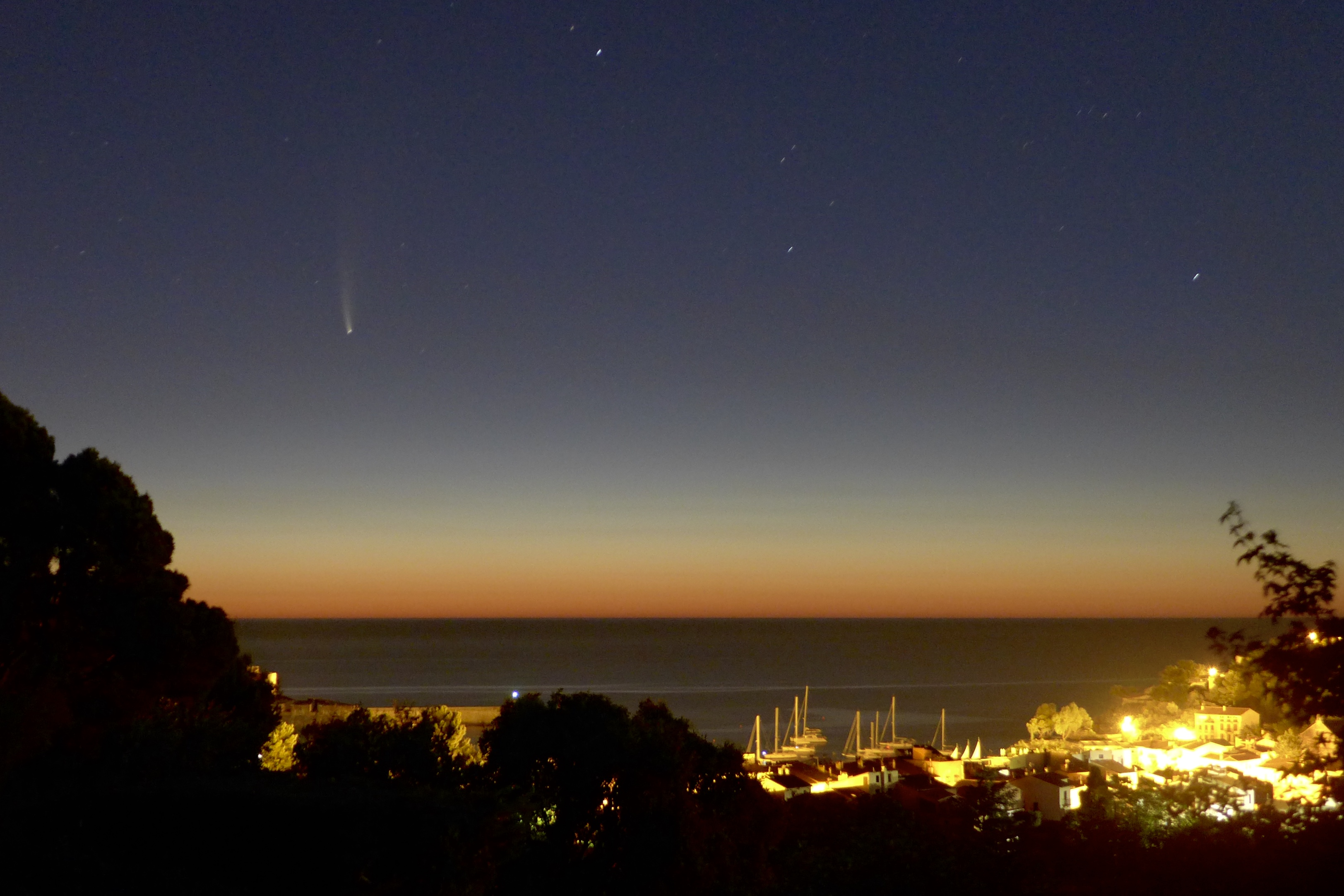
المذنب سي / 2020 أف3 (نيووايز) في 12 يوليو، من مرتفعات كوليور، فرنسا
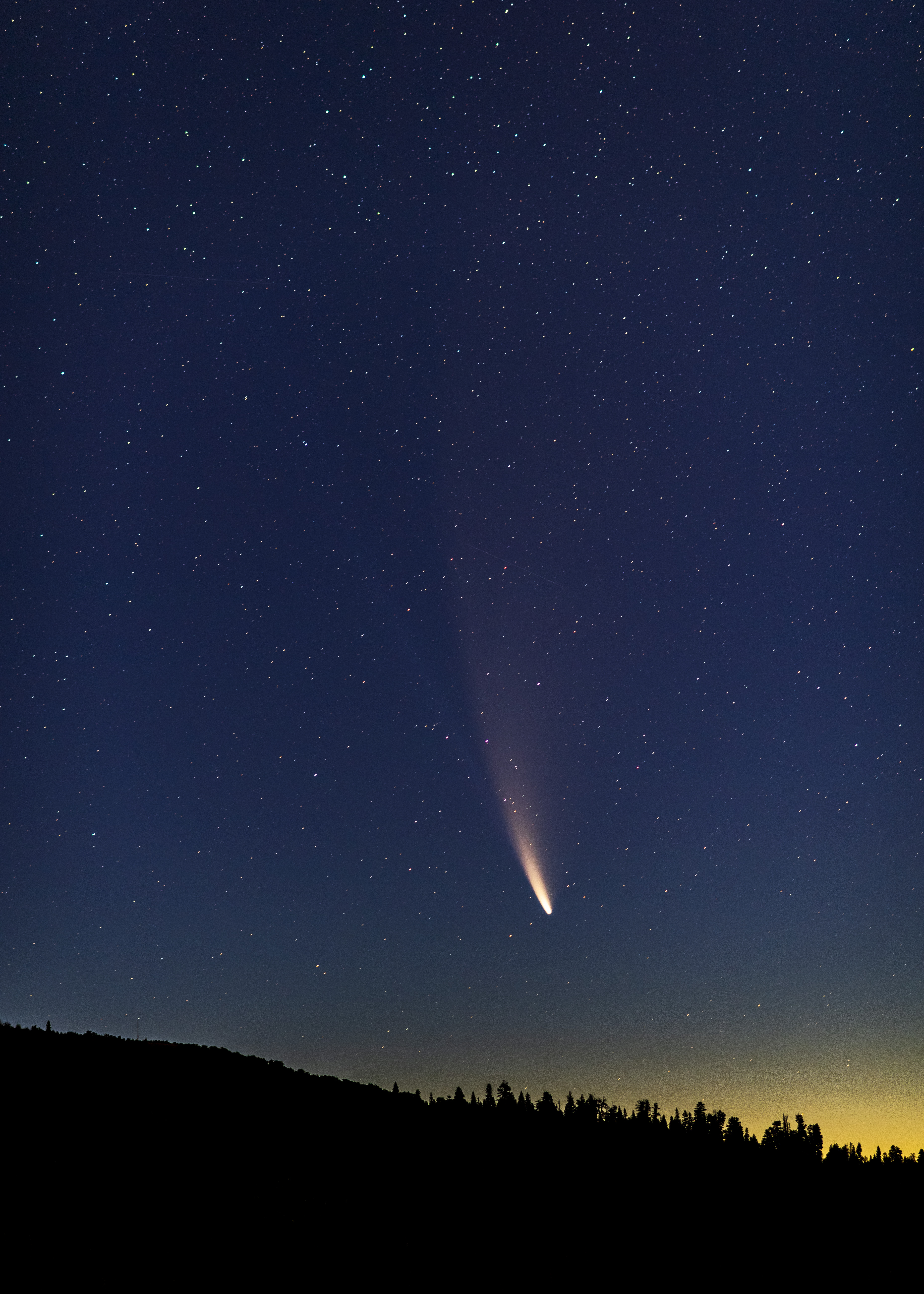
مسار المذنب سي / 2020 أف3 نيووايز فوق سولت ليك سيتي. يؤين الضوء فوق البنفسجي الغاز المحايد المنفوخ من المذنب، وتحمل الرياح الشمسية هذه الأيونات مباشرة من الشمس لتشكيل الذيل الأيوني (الذيل الأيسر). من ناحية أخرى، يكون ذيل الغبار محايدًا، ويتكون من جزيئات الغبار الصغيرة. يدفع الضغط الناتج عن إشعاع الشمس هذه الجسيمات بعيدًا عن نواة المذنب. تستمر هذه الجسيمات في تتبع مدار المذنب حول الشمس وتشكل ذيلًا منحنيًا منتشرًا يظهر عادة أبيض أو وردي من الأرض (الذيل الأيمن). الثلاثاء 14 يوليو 4:27 ص 2020
- في كوكبة الوشق مع تيارات مرئية من الغبار والغاز داخل الذيل، تسجيل فيديو في 16 يوليو، 22:32 UTC، برلين.
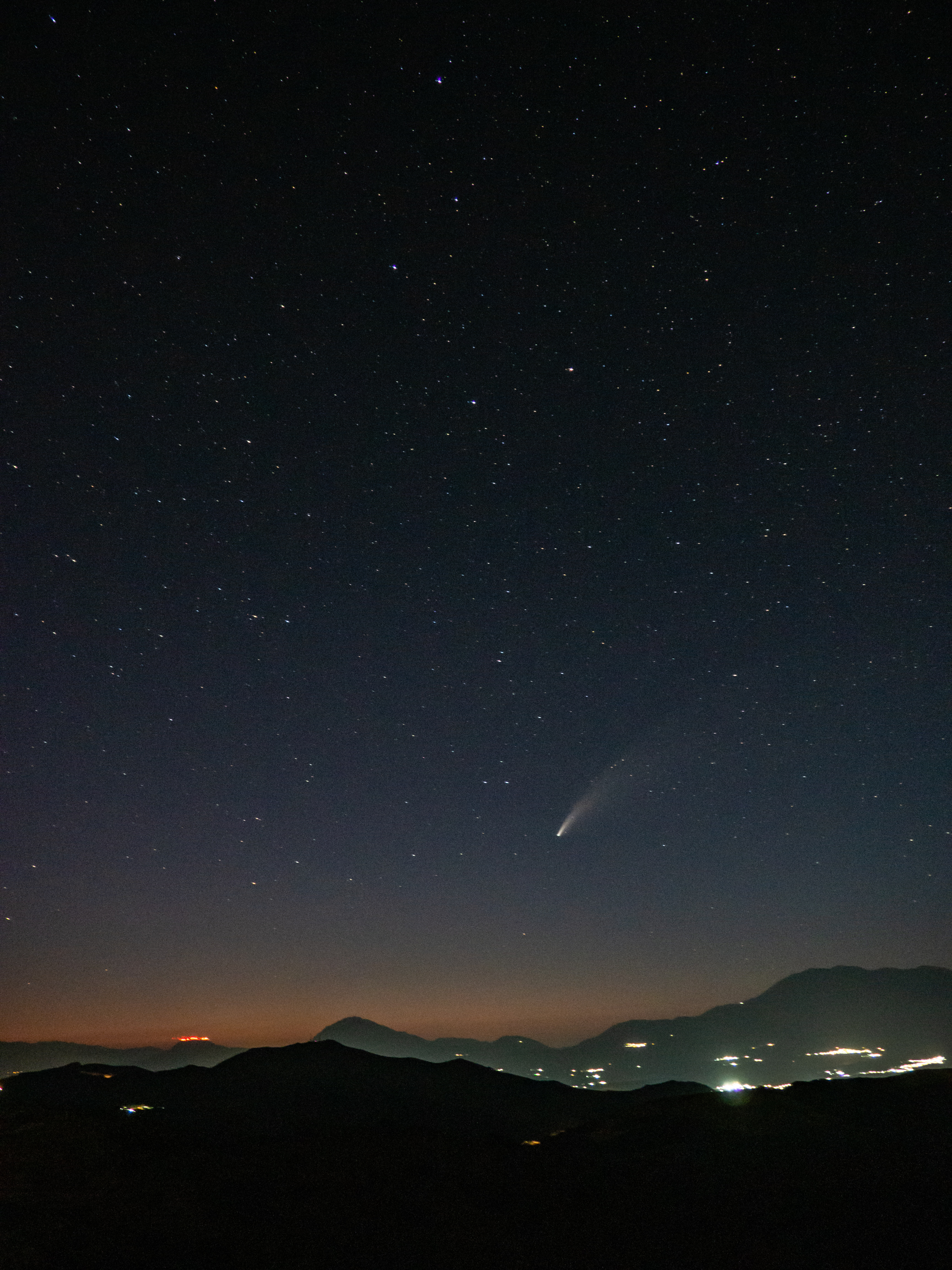
المذنب نيووايز في 17 يوليو 2020، 18:59 UTC، حيث دخلت إلى الدب الأكبر.
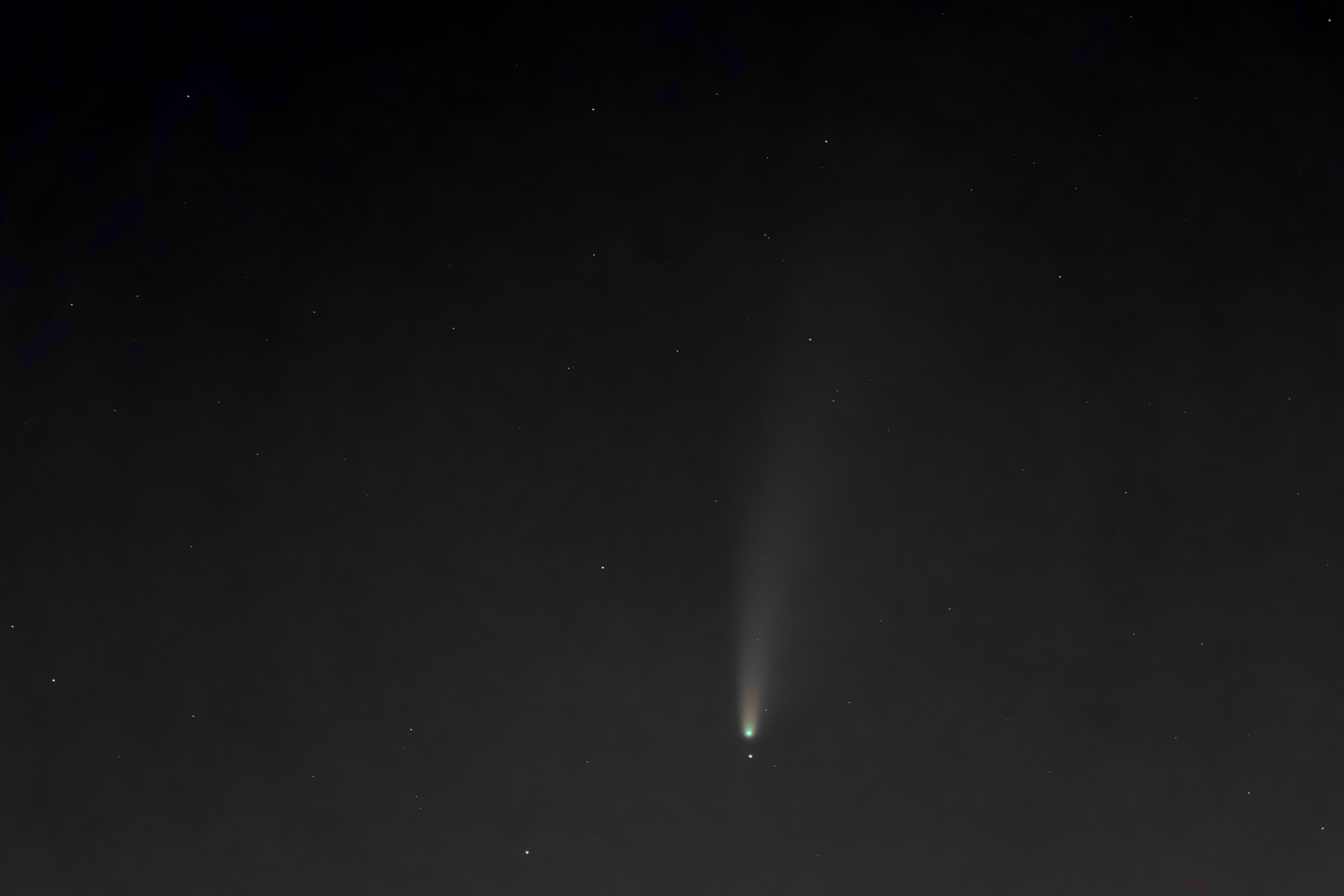
طاليثا بورياليس بالاشتراك مع المذنب في كوكبة الدب الأكبر (كوكبة) في 18   يوليو 2020 21:30 UTC مع موقف 17 ° فوق الأفق الشمالي لبرلين (ارتفاع الصورة = 4 °). في الحافة السفلية من الصورة، إلى اليسار قليلاً من المركز، يوجد النجم المجاور الكافرة (Kappa القفزة الثالثة على التوالي Talitha Australis ). كانت المسافة بين Talitha Borealis و C / 2020 F3 سبع دقائق قوسية.
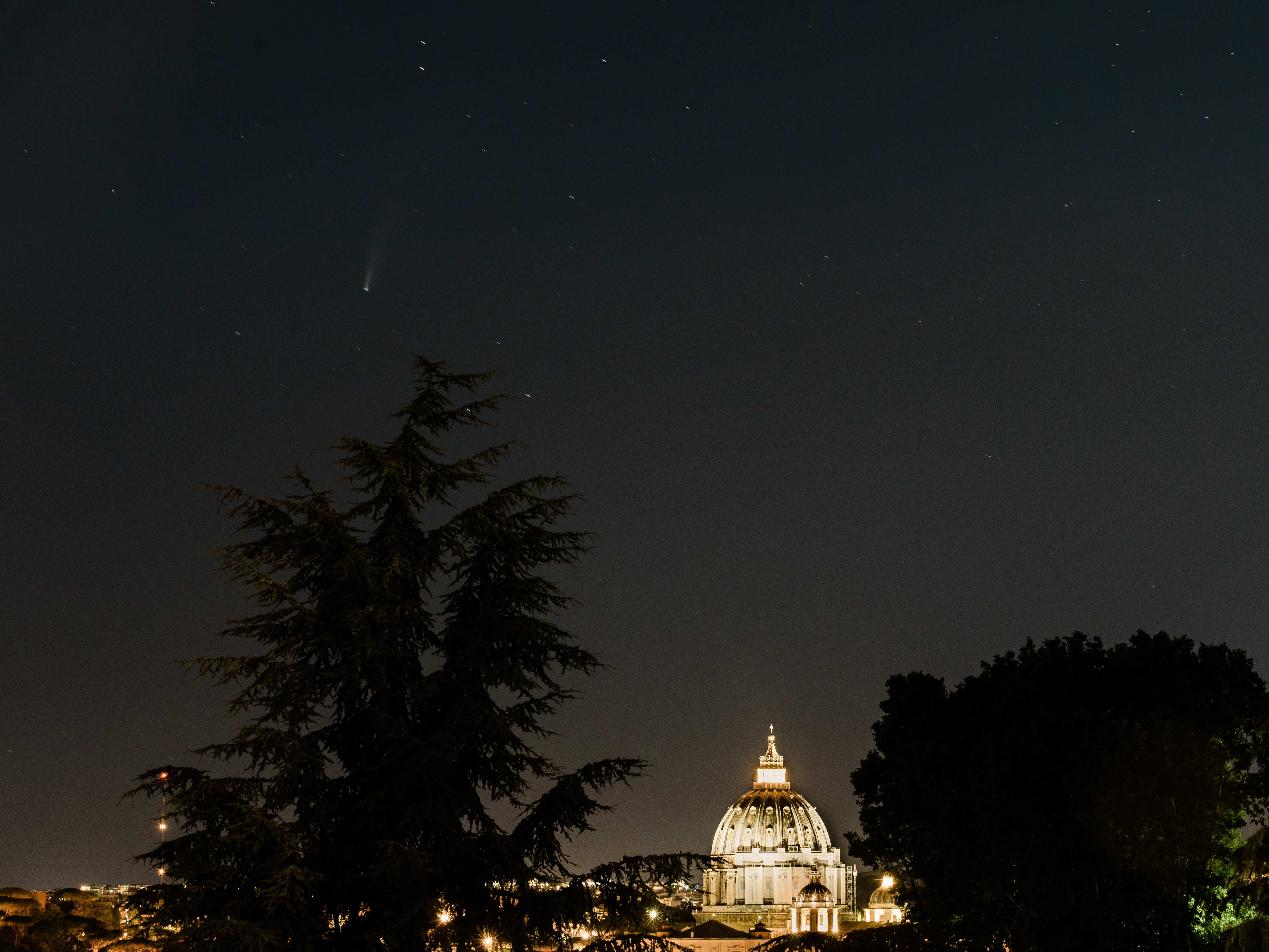
المذنب سي / 2020 أف3 نيووايز فوق روما، إيطاليا في 19 يوليو 11:00 UTC مع كنيسة القديس بطرس على اليمين.

## روابط خارجية
- C / 2020 F3 ( NEOWISE ) - CometWatch
- C / 2020 F3 (NEOWISE) نسخة محفوظة 16 يوليو 2020 على موقع واي باك مشين. - AiM-Project-Group
- C / 2020 F3 (NEOWISE) - Ernesto Guido & Adriano Valvasori
- المذنب C / 2020 F3 (NEOWISE) المعلومات والقبة السماوية نسخة محفوظة 19 يوليو 2020 على موقع واي باك مشين. - TheSkyLive
- C/2020 F3 (NEOWISE) على يوتيوب - عرض ISS (فيديو ؛ 7:00 ؛ 7 يوليو 2020)
- C/2020 F3 (NEOWISE) على يوتيوب - Tom Polakis ؛ 300 لقطة / 20 دقيقة (فيديو ؛ 0:10 ؛ 7 يوليو 2020)
- C / 2020 F3 (NEOWISE) - Seiichi Yoshida
- C/2020 F3